# 扇流

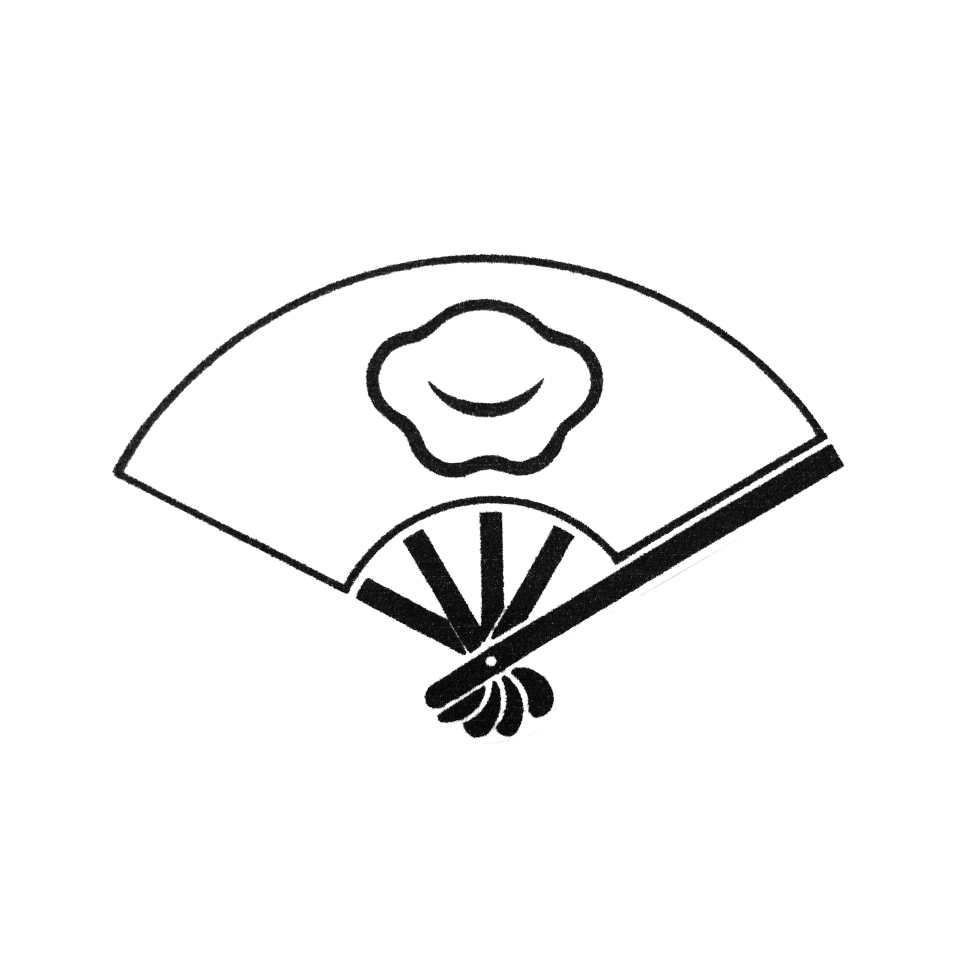
扇流定紋「扇に光琳梅」

扇流（おうぎりゅう）は、日本舞踊における流派のひとつ。

## 歴史
昭和44年、歌舞伎役者 六代目 尾上菊五郎の内弟子であった 尾上菊太郎 が、人間国宝 七代目 尾上梅幸の許しを受け「扇流」を創流、扇梅芳（おうぎばいほう）として昭和58年まで初代家元を務めた。江戸時代から続く歌舞伎 音羽屋の流れを汲む流儀で、定紋は「扇に光琳梅」である。平成22年、二代目家元 扇梅之助の後継者として、扇幸次郎が 宗家 人間国宝 七代目 尾上菊五郎の許しのもと、二世 扇梅芳を襲名、三代目家元を継承した。